# Янагушево
Янагу́шево (рос. Янагушево, башк. Янағош) — село у складі Мішкинського району Башкортостану, Росія. Входить до складу Ур'ядинської сільської ради.
Населення — 410 осіб (2010; 451 у 2002).
Національний склад:
- татари — 94 %